# Erebia janthe
Erebia janthe är en fjärilsart som beskrevs av Jacob Hübner 1803. Erebia janthe ingår i släktet Erebia och familjen praktfjärilar. Inga underarter finns listade i Catalogue of Life.